# Ploeg
Eddy Ploegaerts dit Ploeg, né le 5 juillet 1935 à Borgerhout (province d'Anvers) et mort le 20 mai 2021 à Mortsel (province d'Anvers), est un auteur de bande dessinée, dessinateur de presse, animateur et illustrateur belge connu pour sa collaboration au journal Tintin.

## Biographie
Eddy Ploegaerts naît le 5 juillet 1935 à Borgerhout,.
Il se forme à l'Institut Saint-Luc de Bruxelles avec l'ambition de devenir peintre. Il change d'orientation lors d'une visite au pavillon américain à l’Exposition universelle de 1958 tenue à Bruxelles car les fresques du dessinateur Saul Steinberg l’impressionnent à un point tel qu’il décide de devenir à son tour cartooniste. 
En 1959, il participe au concours annuel de cartoons Salon van de Vlaamse Humor [Salon de la comédie flamande] à Anvers, marquant ses débuts en tant que dessinateur. Il participe également aux éditions de 1961 et 1963, et remporte le prix du public lors de la Cartoonale de 1965 à Heist. Parmi ses inspirations figuraient les films de Jacques Tati et Charlie Chaplin et des bandes dessinées comme Max l'explorateur de Guy Bara et Lucky Luke de Morris, ainsi que des dessins animés et des humoristes britanniques.

### Premiers travaux
Il réalise ses premières œuvres dans divers journaux et magazines flamands, dont Humo, De Linie, De Post (1962), Ons Volk, 't Pallieterke, De Standaard et le journal dominical Zondagmorgen. Dans ce dernier magazine, il partage une page avec un ancien camarade de classe, journaliste et faiseur d'opinion Johan Anthierens, auteur de la chronique Piet Piek (1962-1965) où il publie le personnage Leeuwerikje.
Pour la chaîne de télévision publique flamande BRT, Ploeg réalise l'illustration de l'interlude Even Geduld [« Un peu de patience »] qui apparaît chaque fois qu'une émission rencontre des problèmes techniques. Eddy Ploegaerts conçoit également des publicités pour la société de déménagement Arthur Pierre et les biscuits Tuc. Il signe son œuvre avec la première syllabe de son nom, Ploeg,. 

### JournalTintin
En 1963, Ploeg rejoint les éditions du Lombard, qui éditent le journal Tintin et du studio d'animation Belvision. Chez Belvision, il travaille sous la supervision de Ray Goossens sur des productions comme le long métrage d'animation Pinocchio dans l'espace (1965). Pendant de nombreuses années, Ploeg travaille dans le studio graphique de l'éditeur où il est le bras droit de Géri, réalisant des mises en page, vérifiant les épreuves et les corrigeant au besoin et des illustrations pour les pages rédactionnelles de Tintin, comme Tintin Teen-Agers (1963-1964). Il contribue également à l'agence de publicité Publiart, dirigée par Guy Dessicy, réalisant des dessins publicitaires pour, notamment, des biscuits Tuc. Publiart publie également le premier livre de bande dessinée humoristique de Ploeg, Crazy Movers (1967). Toujours pour Publiart, il réalise 3 mini-albums brochés en noir et blanc pour le chocolat Côte d’Or. Le dessinateur a l'honneur d'illustrer la couverture du 1000e numéro de Tintin du 16 novembre 1965.
Ploeg est nommé meilleur humoriste de l'année 1966 lors de l'exposition des humoristes Lach je Krom à Bruxelles. Vicq, également dessinateur de Tintin, est un autre concurrent salué dans l'exposition. Dans le no 6 de 1966, l'hebdomadaire consacre un article pour célébrer ses deux contributeurs.
Entre 1969 et 1974, les dessins humoristiques d'une seule case de Ploeg sont régulièrement présents à la fois dans Tintin et dans son édition néerlandaise Kuifje. Fin 1970 dans les numéros 45 à 51, Ploeg et le scénariste Hubuc réalisent la rare série humoristique de quinze pages Égide et le Lithophage, autour d'un veilleur de nuit qui trouve son musée et ses beaux objets harcelés par une créature extraterrestre dévoreuse de pierres. Égide et le Lithophage reviennent sept ans plus tard pour un nouveau court récit, Le Retour du Lithophage, cette fois scénarisée par Adréniz. Pour Junior, un hebdomadaire de bandes dessinées à petit budget réalisé en collaboration entre Le Lombard et le journal De Standaard, Ploeg dessine la série Picazzo de 1975 à 1977.

### Prosper
En 1974, la plupart des autres bandes dessinées et cartoons de Ploeg dans Tintin font place à Prosper. Le personnage Prosper est issu de la courte série Prosper le pirate, que Ploeg réalise en collaboration avec le scénariste Michel Greg pour les numéros 49 de Tintin de 1966 à 2 de 1967. Prosper est pourfendeur des patrons, des contrôleurs du fisc, des huissiers de justice et des agents de police. Cinq ans plus tard, Ploeg reprend ce personnage et il commence à l'utiliser dans des gags. Prosper est un homme chauve au gros nez avec une moustache et un chapeau melon. Le premier épisode est publié dans le numéro 12 de Tintin Sélection en 1971 et de nouveaux gags apparaissent sporadiquement à partir de ce moment-là. Ce n'est qu'à la fin de 1973 que Prosper connaît une publication régulière, presque hebdomadaire, jusqu'en 1978. Malgré sa longévité et ses 96 planches, les éditions du Lombard n'ont jamais compilé les gags sous forme d'albums. Ce n'est qu'en 2006 qu'une compilation en édition limitée de Prosper sort à l'occasion du Mercator Comics Fair de cette année-là à Kruibeke.

### Fin de carrière
Après 1978, les contributions de Ploeg à Tintin diminuent. Au fil des ans, le journal ne publie qu'occasionnellement un nouveau cartoon. 
Un dernier dessin est publié dans Hello Bédé à l'occasion des vœux de Noël en 1991.
Il rend hommage à Hergé et Bob de Moor, après leurs décès respectifs en 1983 et 1992. 
En outre, il participe aux albums collectifs 35 ans du journal Tintin - 35 ans d'humour publié par Le Lombard en 1981 ainsi que L'Agenda du journal Tintin 1985 (Le Lombard, 1984) et L'Aventure du journal Tintin - 40 ans de bande dessinée (Le Lombard, 1986). 
Comme illustrateur, on lui doit l'ouvrage de B.V.J. Cuvelier : Kongo begrijpen of Heraus : niet aanvaarde profetiën in 1956, brutale executie in 1964, 1965,...? : relaas over mijn voedings-studiereis door Centraal-Afrika publié en 1966 chez l'auteur et Slalom van de Vlaamse humor de Karl de Decker publié par Vlaamse Pocket en 1972.
Il meurt le 20 mai 2021 à Mortsel, à l'âge de 85 ans,,,.

## Œuvres

### Albums de bande dessinée
- Crazy Movers[7],[15], Publiart, Bruxelles, 1967.

### Collectifs
- 35 ans du journal Tintin - 35 ans d'humour[16], Le Lombard, Bruxelles, septembre 1981
Scénario et couleurs : collectif - Dessin : collectif dont Ploeg - Préface de Raymond Leblanc.
- L'Agenda du journal Tintin 1985, Le Lombard, Bruxelles, septembre 1984
Scénario et couleurs : collectif - Dessin : collectif dont Ploeg -  (ISBN 2-8036-0472-8)[17]
- L'Aventure du journal Tintin - 40 ans de bande dessinée[18], Le Lombard, Bruxelles, novembre 1986
Scénario et couleurs : collectif - Dessin : collectif dont Ploeg -  (ISBN 2-8036-0574-0)

### Illustrations
- (nl) Kongo begrijpen of Heraus : niet aanvaarde profetiën in 1956, brutale executie in 1964, 1965,...? : relaas over mijn voedings-studiereis door Centraal-Afrika de B.V.J. Cuvelier, B.V.J. Cuvelier, Lokeren, 1966 (OCLC 67488134)
- (nl) Slalom van de Vlaamse humor de Karl de Decker, Vlaamse Pocket, 1972  (ISBN 90-291-3008-3).

### Filmographie
- Humoresk[19], téléfilm, 1961 ;
- Pinocchio dans l'espace[20],[21],[22], long métrage d'animation, réalisation des décors, 1965.